# Kanton Le Merlerault
Le Merlerault is een voormalig kanton van het Franse departement Orne. Het kanton maakte deel uit van het arrondissement Argentan. Het werd opgeheven bij decreet van 25 februari 2014, met uitwerking op 22 maart 2015. Alle gemeenten werden opgenomen in het nieuwe kanton Rai.

## Gemeenten
Het kanton Le Merlerault omvatte de volgende gemeenten:
- Les Authieux-du-Puits
- Champ-Haut
- Échauffour
- La Genevraie
- Lignères
- Ménil-Froger
- Le Ménil-Vicomte
- Le Merlerault (hoofdplaats)
- Nonant-le-Pin
- Planches
- Sainte-Gauburge-Sainte-Colombe
- Saint-Germain-de-Clairefeuille